# DKOD
CKV DKOD (Christelijke Korfbal Vereniging De Korf Ons Doel) is een korfbalvereniging uit Heelsum. De vereniging werd in 1932 opgericht. DKOD speelt in een oranje-zwart tenue.

## Ontstaan
De club ontstond aan een aantal mensen die bij de gymnastiekvereniging in aanraking waren gekomen met het spel. De naam van de vereniging werd bedacht door Jo van der Brink. Het eerste sportieve succes werd in 1938 geboekt toen de vereniging de districtstitel wist te winnen. De club kwam in de jaren '40 al terecht op het Wilhelmina Sportpark, nadat hun vaste speelveldje was omgeploegd om bouwgrond van te maken. In 1940 verscheen het clubblad Tempo voor de eerste keer, maar een jaar later werd de uitgave daarvan alweer stopgezet vanwege papierschaarste.

## Na de oorlog
Pas na de oorlog zou het blad weer verschijnen. In de tussentijd was DKOD langzaam opgeklommen naar de hoogste regionen van de competitie van de Christelijke Korfbalbond (CKB), de tegenhanger van de - algemene – Nederlandse Korfbal Bond (NKB). In 1956 werd op het veld nog de finale voor het landskampioenschap verloren, maar een jaar later wist DKOD wel te winnen. In de jaren daarna slaagde DKOD er nog verschillende malen in het kampioenschap te winnen, zowel op het veld (1963, 1964, 1967, 1968 en 1969), als in de zaal (1956 en 1967).

## Jaren 70 en 80
Na het opgaan van de NKB en CKB in het Koninklijk Nederlands Korfbalverbond (KNKV) belandde DKOD in de hoogste klasse, de hoofdklasse, van de nieuwe nationale competitie, en zou daar – met tussenpozen – tot aan het einde van de jaren negentig het grootste deel van de tijd spelen. In 1970 volgde een fusie met de Doorwerthse club DTS (Door Training Sterk). In 1978 werd het clubhuis De Berk gebouwd op het Wilhelmina-sportpark. De wedstrijden in de zaalcompetitie vonden vanaf het begin van de jaren tachtig plaats in sporthal De Rijnkom in Renkum. Daarvoor had de club altijd in een sporthal in Doorwerth gespeeld. In 1986 wist DKOD onder leiding van coach Ben Crum de finale van de zaalcompetitie te halen, maar verloor deze van ROHDA uit Amsterdam.

## Recente verleden
Halverwege de jaren negentig boekte de club uit Heelsum haar grootste successen. In 1995 werd in de finale in de zaalcompetitie nogmaals verloren van ROHDA, maar een jaar later werd DKOD landskampioen op het veld. Twee jaar later kwam het tot een conflict tussen de selectiespelers en het bestuur van DKOD. Het bestuur wilde Ben Crum als coach, maar de spelers lieten weten daar niet mee akkoord te gaan, omdat deze hen "niets meer zou kunnen leren". Het bestuur schaarde zich achter Crum, maar deze stapte uiteindelijk zelf op. De affaire zorgde voor veel onrust en DKOD degradeerde dat jaar in de veldcompetitie uit de hoofdklasse. Een groot deel van de selectie verliet daarop de club. In de jaren daarna degradeerde DKOD nog verschillende malen. Sinds de coronacrisis in de jaren 2020-22 speelt het eerste team van DKOD alleen nog op recreatief niveau.
DKOD speelde lange tijd haar zaalwedstrijden in het sportcomplex De Rijnkom. Na de sloop daarvan week de club uit naar de Doelum.

## Erelijst
- Nederlands kampioen veldkorfbal, 1x (1996)